# Circuitul integrat NE556

Principiul de funcționare NE556

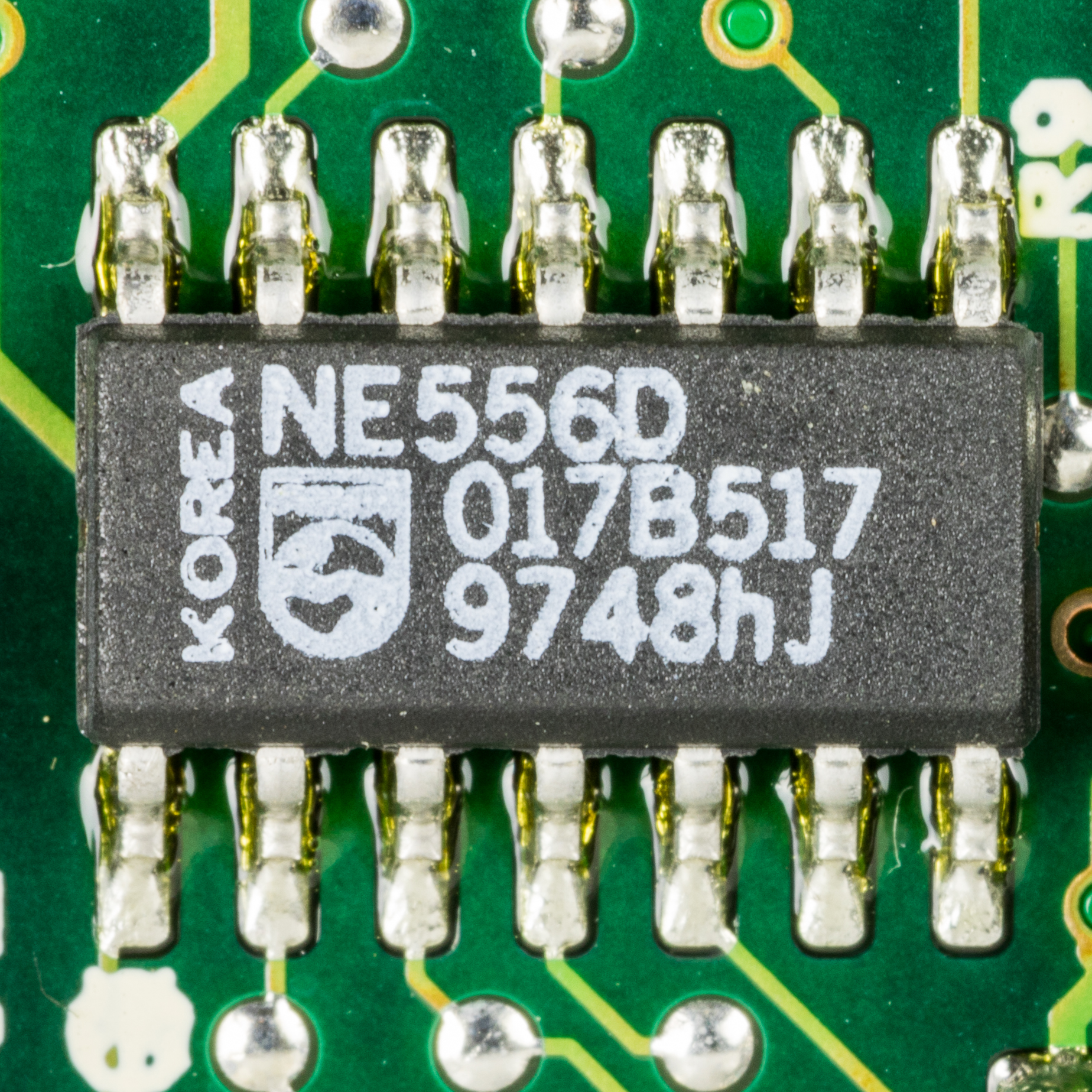
Philips NE556D

Circuitul integrat NE556 este un controler extrem de stabil, capabil să producă întârzieri sau oscilații precise în timp. În modul de întârziere în funcționare, timpul este controlat cu precizie de un rezistor extern și de condensator. Pentru o funcționare stabilă ca oscilator, frecvența corectă de funcționare și ciclul de funcționare sunt ambele controlate cu două rezistențe externe și un condensator.
Circuitul poate fi declanșat, resetat la căderea formelor de undă și poate suporta un curent maxim de 200 mA.
NE556 este echivalentul a două circuite integrate NE555.

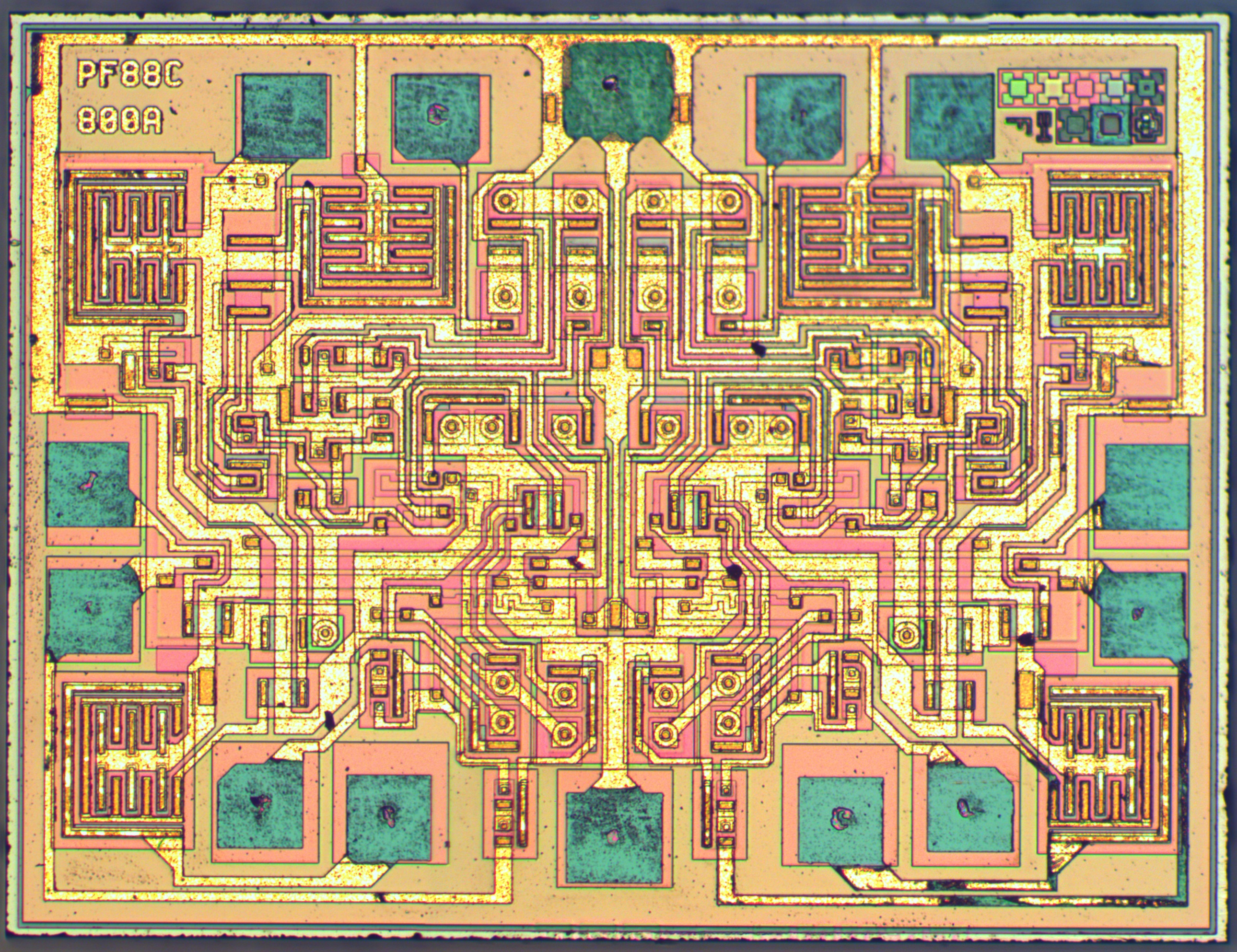
Pastila de siliciu pentru circuitul NE556